# Bãi biển Đồi Dương
Đồi Dương là tên một bãi tắm biển, một công viên tọa lạc ngay trung tâm thành phố Phan Thiết. Sở dĩ có tên gọi Đồi Dương là do khi xưa, nơi đây là một vùng đồi cát rộng lớn có trồng rất nhiều cây dương (phi lao) chắn gió. Tuy nhiên, hiện nay khu vực trồng dương đã bị thu hẹp rất nhiều vì phần lớn đất dành cho đô thị hóa. Bãi tắm Đồi Dương cũng thường được kết hợp với bãi tắm Thương Chánh gần đó để gọi chung là "Đồi Dương - Thương Chánh". Nếu như khu vực Hàm Tiến - Mũi Né là bãi tắm riêng của các khu resort chỉ dành cho du khách của họ, thì Đồi Dương là bãi tắm công cộng dành cho công chúng.